# Puyehue (comuna)
Puyehue, antes llamada Villa de Entre Lagos, es una comuna de la zona sur de Chile ubicada en la provincia de Osorno, región de Los Lagos.

## Etimología
El nombre Puyehue proviene del mapudungún puye, que es un tipo de pez fluvial (Galaxias maculatus) que habita el lago Puyehue y el río Pilmaiquén; y de we, que significa lugar. Por tanto, significa lugar de puyes.

## Historia
En 1971,  por Ley N°17.546 promulgada por Salvador Allende se creó la Villa de Entre Lagos. Posteriormente el 8 de enero de 1972 se fundó oficialmente la Ilustre Municipalidad de Entre Lagos dirigida por la alcaldesa Blanca Valderas Garrido. El artículo 15 de la Ley N°18.715 del 13 de junio de 1988, promulgado por Augusto Pinochet, cambió el nombre de la comuna al de Puyehue, en referencia al lago, volcán y complejo termal de ese nombre.

## Geografía

### Geomorfología
La comuna de Puyehue se encuentra emplazada en las unidades geomorfológicas de Llano central con morrenas y conos, Cordillera volcánica activa y lagos de barrera morrénica.

### Clima
Presenta según la clasificación climática de Köppen clima de tundra (ET), clima de tundra de lluvia invernal (ET (s)), clima mediterráneo frío de lluvia invernal (Csc), clima templado lluvioso (Cfb), clima templado lluvioso con leve sequedad estival (Cfb (s)), clima templado lluvioso frío (Cfc) y clima templado lluvioso frío con leve sequedad estival (Cfc (s)).

### Hidrología
La comuna se halla entre las cuencas hidrográficas de Cuencas e islas entre río Bueno y río Puelo y río Bueno. Además, la comuna posee diversos cuerpos de agua, entre los que se destacan el lago Constancia, lago El Palmar, lago Paraíso, lago Puyehue y lago Rupanco, laguna El Encanto, laguna El Espejo, laguna El Pato, laguna Guacho, laguna La Gallina, laguna Las Mellizas y laguna Toro; y río Aguas Malas, río Anticura, río Bonito, río Chanleufu, río Damas, río Golgol, río Moro, río Negro, río Pajaritos, río Pescadero, río Pilmaiquen, río Puleufu o La Cascada, río Rahue y río Tijeral.

## Medio ambiente

### Flora y fauna
Al encontrarse dentro de la ecorregión denominada como Bosque Valdiviano, comparte flora y fauna con gran parte de la zona sur del país.
Siendo una zona especialmente rica en biodiversidad, ya que Puyehue alberga al parque nacional homónimo, dentro de esta reserva se pueden encontrar especies animales como los zorros, pudúes, monitos de monte y al puma chileno, en las últimas décadas, se han integrado animales foráneo tales como el jabalí y el ciervo rojo.
| Fauna           | Fauna         | Fauna                    | Fauna                                                                  |
| Especie         | Clasificación | Nombre Científico        | Imagen                                                                 |
| --------------- | ------------- | ------------------------ | ---------------------------------------------------------------------- |
| Puma            | Mamífero      | Puma concolor puma       |                                                                        |
| Huiña           | Mamífero      | Leopardus guigna         | Huiña o gato montes                                                    |
| Zorro gris      | Mamífero      | Lycalopex griseus        | Zorro Gris o Chilla                                                    |
| Pudú            | Mamífero      | Pudu puda                | Pudú y cría                                                            |
| Monito de monte | Mamífero      | Dromiciops gliroides     |                                                                        |
| Chingue         | Mamífero      | Conepatus humboldtii     | Chingue de la Patagonia                                                |
| Quique          | Mamífero      | Galictis cuja            | Quique o Hurón Chileno                                                 |
| Bandurria       | Ave           | Theristicus caudatus     |                                                                        |
| Hued-Hued       | Ave           | Pteroptochos tarnii      |                                                                        |
| Pato torrentero | Ave           | Merganetta armata armata | El macho chileno se caracteriza por tener una marca negra bajo el ojo. |
| Cóndor          | Ave           | Vultur gryphus           |                                                                        |

| Flora    | Flora                    | Flora  | Flora |
| Especie  | Nombre científico        | Imagen |       |
| -------- | ------------------------ | ------ | ----- |
| Arrayán  | Luma apiculata           |        |       |
| Avellano | Gevuina avellana         |        |       |
| Coihue   | Nothofagus dombeyi       |        |       |
| Colihue  | Chusquea culeou          |        |       |
| Luma     | Amomyrtus luma           |        |       |
| Mañio    | Podocarpus nubigenus     |        |       |
| Melí     | Amomyrtus meli           |        |       |
| Notro    | Embothrium coccineum     |        |       |
| Quila    | Chusquea quila           |        |       |
| Tepa     | Laureliopsis philippiana |        |       |
| Tineo    | Weinmannia trichosperma  |        |       |
| Ulmo     | Eucryphia cordifolia     |        |       |

### Componentes bióticos

Trazado simplificado de los ecosistemas y cuerpos de agua presentes en la comuna de Puyehue.

Dentro del territorio de la comuna se pueden hallar los siguientes ecosistemas:
- Bosque caducifolio templado andino donde predominan Nothofagus pumilio y Drimys andina (Vulnerable)
- Bosque caducifolio templado andino donde predominan Nothofagus pumilio y Ribes cucullatum (Preocupación menor)
- Bosque caducifolio templado donde predominan Nothofagus obliqua y Laurelia sempervirens (En peligro)
- Bosque laurifolio templado interior donde predominan Nothofagus dombeyi y Eucryphia cordifolia (Preocupación menor)
- Bosque siempreverde templado andino donde predominan Nothofagus dombeyi y Saxegothaea conspicua (Casi amenazado)
- Bosque siempreverde templado interior donde predominan Nothofagus nitida y Podocarpus nubigenus (Preocupación menor)
- Matorral bajo templado andino donde predominan Adesmia longipes y Senecio bipontinii (Vulnerable)

### Medidas de protección ambiental y conflictos socioambientales
Una importante parte del territorio se encuentra dentro del parque nacional Puyehue. Este parque, junto a otros ubicados en las regiones de Los Lagos y de Los Ríos, son parte de los Bosques Templados Lluviosos de los Andes Australes, un área protegida declarada reserva de la biosfera por la Unesco en septiembre de 2007. Algunas instituciones como el Fondo Mundial para la Naturaleza han reconocido estos bosques como un punto clave en la conservación internacional y catalogados como uno de los remanentes boscosos más grandes y ecológicamente intactos de la Tierra por el World Resources Institute.
Hasta 2022, la comuna de Puyehue cuenta con las siguientes zonas que poseen algún nivel de protección ambiental:
- Bosques Templados Lluviosos (Reserva Biósfera)[15]
- Humedal Costanera de Puyehue (Humedal urbano)[16]
- Parque Nacional Puyehue (parque nacional)[17]
- Parque Nacional Vicente Pérez Rosales (parque nacional)[18]
- Predio Dentro de Parque Nacional Puyehue (Iniciativa de Conservación Privada)[19]

## Demografía
Según el censo de 2012, en la comuna había 10 979 habitantes, de los que 4988 se encontraban en áreas urbanizadas y 5991 en zonas rurales. Su principal localidad es Entre Lagos, poblado que dista 46 kilómetros de la comuna de Osorno.
Según los datos del censo levantado por el Instituto Nacional de Estadísticas (INE), en 2017, la comuna tiene una población de 11 667  habitantes, de los cuales 5 709 son mujeres y 5 958 son hombres.
Puyehue acoge solo al 1,4 % de la población total de la región.
El principal centro urbano de la comuna es la villa de Entre Lagos y se ubica a aproximadamente 46 kilómetros oeste, a la que se llega mediante la ruta internacional 215. Antes fue un puesto de carga maderera donde llegaba el ferrocarril a recoger las producciones de la zona.[cita requerida]

## Administración

### Municipalidad
La Municipalidad de Puyehue para el periodo 2021-2024 es dirigida por la alcaldesa Jimena Núñez Morales (UDI - Chile Vamos) y el concejo municipal conformado por los concejales:
- Daniela Natalie Molina Sandoval (IND - Chile Digno Verde y Soberano)
- Hans Edgar Exequiel Fuchslocher Lemus (IND - UDI)
- María Julieta Palma Molina (UDI)
- Luis Enrique Paillacheo Paicil (PPD)
- César Alejandro Sáez Álvarez (PDC)
- María Lorena Núñez Cortez (PDC)

### Representación parlamentaria
Puyehue forma parte de la circunscripción senatorial XIII y del distrito electoral 25. Es representada en la Cámara de Diputados del Congreso Nacional por los siguientes diputados:
- Daniel Lilayú Vivanco (UDI)
- Emilia Nuyado Ancapichún (PS)
- Héctor Alejandro Barría Angulo (PDC)
- Harry Jurgensen Rundshagen (IND - Partido Republicano De Chile)

En el Senado, la representan:
- Iván Moreira Barros (UDI)
- Carlos Ignacio Kuschel Silva (RN)
- Fidel Espinoza Sandoval (PS)

## Economía

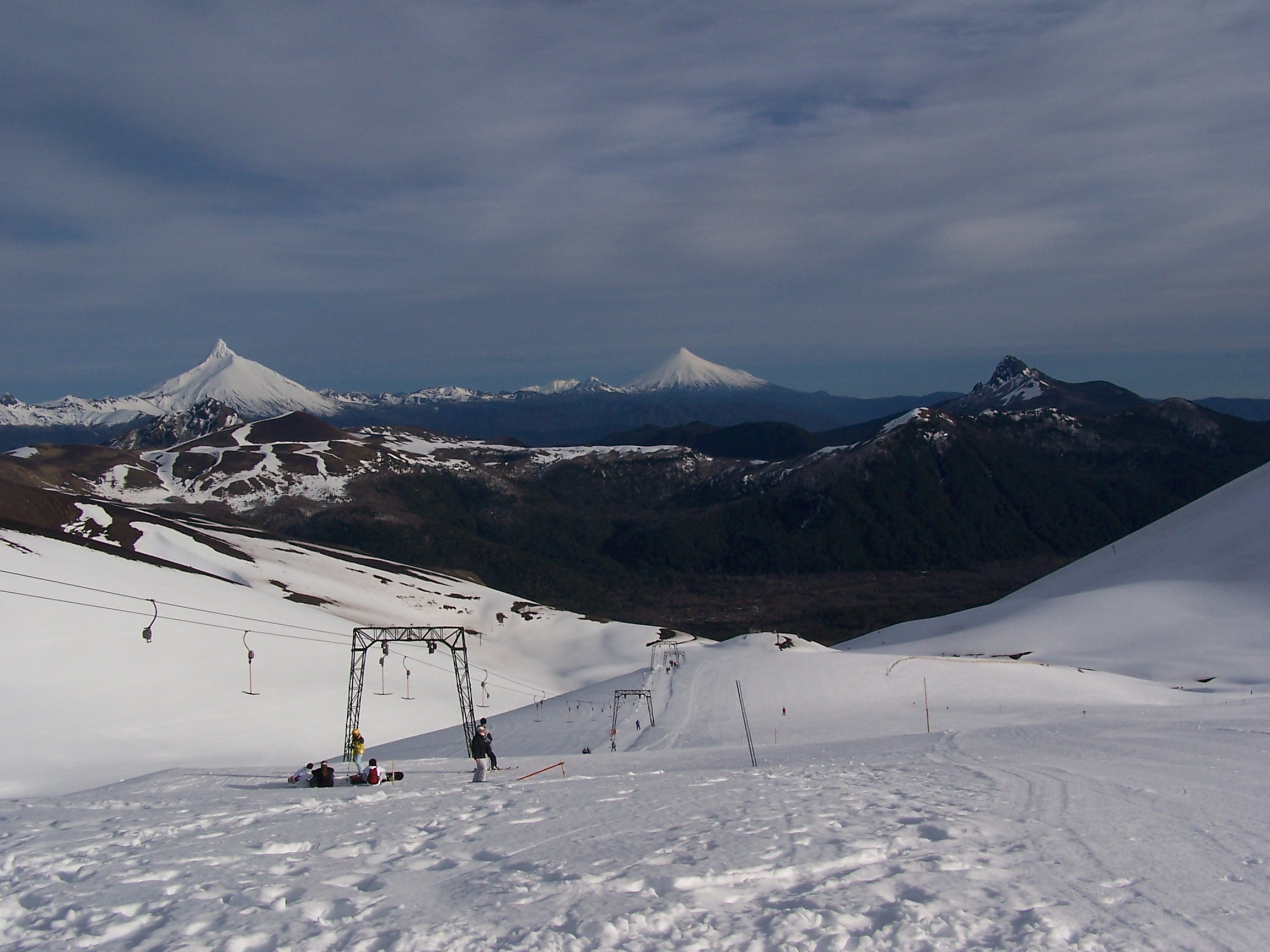
Centro de esquí Antillanca

Hacia 2018 había 223 empresas registradas en la comuna. El Índice de Complejidad Económica (ECI) en el mismo año fue de -0,61, mientras que las actividades económicas con mayor índice de Ventaja Comparativa Revelada (RCA) fue la Municipalidad (204.6), cultivo de plantas vivas y floricultura (174.5) y producción de viveros no forestales (136.6).
El principal rubro económico de Puyehue es el de "Cultivos, Cultivo de Productos de Mercado, Horticultura" que abarca el 36.5% del mercado, le siguen "Cría de Animales" (27.4%) y " Comercio al por Menor no Especializado en Almacenes" (15.5%).
En 2018, la comuna de Puyehue exportó un total 21 Millones USD, donde el 79.3% fue representado por el sub-rubro de "Bulbos, cebollas, tubérculos, raíces y bulbos tuberosos, turiones y rizomas, plantas y raíces de achicoria", seguido por "Frutas sin cocer o cocidas, congeladas, incluso azucaradas y Otras frutas frescas, representando el 18,2%" con un 18.2% y en menor medida la exportación de "Otras frutas frescas" (0.79%).

## Cultura

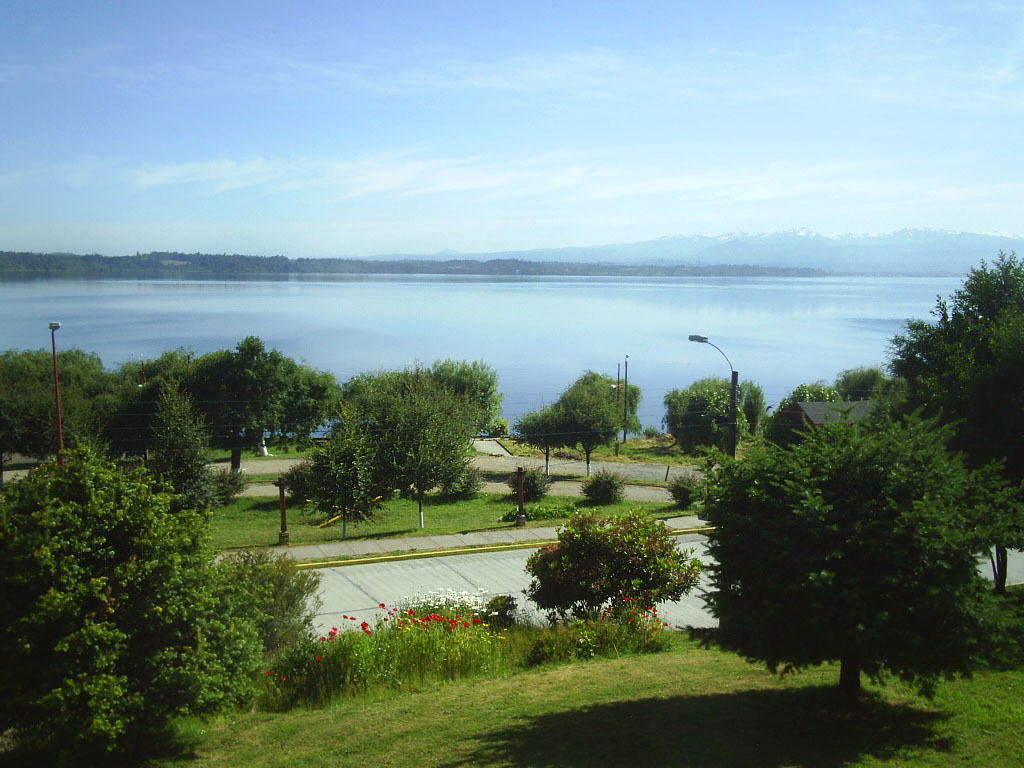
La calle General Lagos junto al lago Puyehue, en Entre Lagos (Vista desde Hostería Entre Lagos)

En la comuna se fusionan los aportes europeos traídos por los colonos junto a los criollos chilenos y los habitantes originarios del lugar pertenecientes a la etnia mapuche huilliche.[cita requerida] Estos últimos se agrupan en tres pequeñas comunidades: Mawidanche, del sector de Santa Elvira; Calfuco, del sector Las Parras; y Ñelay Mapu, del sector de El Caulle.
Durante la temporada de verano se realizan numerosas actividades en el marco de la llamada Semana Entrelaguina.

### Festivales
- Feria del Cordero Corralino ,Corral del Sur Puyehue.
- Organizado en el sector de orral Del Sur todos los años por La Asociación de Agricultores Nehuen Mapu el primer fin de semana de enero
- Festival Mexicano, organizado por la Ilustre Municipalidad de Puyehue.

## Lugares de interés

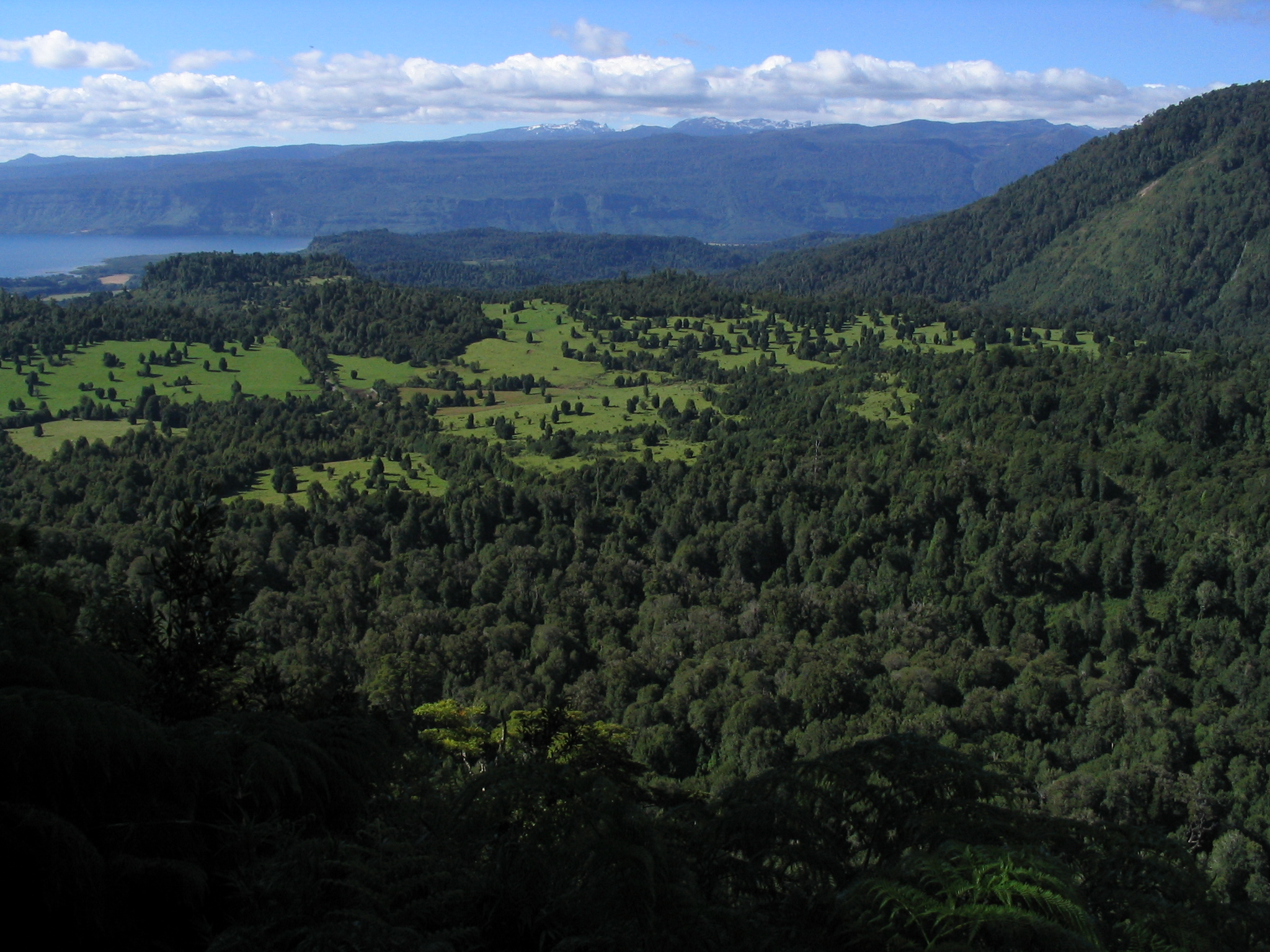
Vista de parte del parque nacional Puyehue. Al fondo se puede ver el lago Puyehue y parte del complejo volcánico Puyehue-Cordón Caulle

Diversas zonas turísticas que se encuentran en la comuna son:
- Entre Lagos
- Parque nacional Puyehue
- Termas de Aguas Calientes
- Complejo Hotelero Termas de Puyehue
- Centro de Esquí Antillanca
- Sector Anticura
- Lago Puyehue
- Río Chanlelfú
- Lago Rupanco
- Auto Museum Moncopulli
- Corral del Sur

## Medios de comunicación

### Radioemisoras
FM
- 89.5 MHz - Puyehue Radio TV
- 91.5 MHz - Radio La Sabrosita (Osorno)
- 94.5 MHz - Radio Sago
- 100.9 MHz - Radio Acogida
- 103.7 MHz - Radio Edelweiss (Señal Temuco, Repetidora de Osorno)